# سیلوستر اشتادلر
سیلوستر اشتادلر (به آلمانی: Sylvester Stadler) (۳۰ دسامبر ۱۹۱۰ - ۲۳ اوت ۱۹۹۵) نظامی اتریشی در  دوره رایش سوم بود.
وی برای مدتی فرماندهی هنگ زرهی-نارنجک‌انداز "Der Führer" از لشکر دوم زرهی اس‌اس داس رایش را بر عهده داشت.در زمان فرماندهی او واحدی از این هنگ تحت فرماندهی آدولف دیکمان در روستای اورادور-سور-گلان دست به قتل‌عام زد و ۶۴۲ نفر از ساکنان این روستا را کشت.اشتادلر سعی داشت تا دیکمان را به دادگاه بکشاند اما او پیش از شروع دادگاه در نبرد کشته شد.
وی در ۱۰ ژوئیه ۱۹۴۴ فرمانده لشکر نهم زرهی اس‌اس هوهنشتاوفن شد و در نبرد نرماندی، در آرنهم (عملیات مارکت گاردن)، نبرد بولج و مجارستان حضور داشت.وی در نهایت در می ۱۹۴۵ در اتریش خود را تسلیم ارتش ایالات متحده آمریکا کرد.

## نشان‌ها و جوایز
- صلیب آهنین (۱۹۳۹) درجه دو (۲۵ سپتامبر ۱۹۳۹) و درجه یک (۲۶ ژوئن ۱۹۴۰)
- صلیب شوالیه صلیب آهنین با برگ‌های بلوط و شمشیرها
  - صلیب شوالیه (۶ آوریل ۱۹۴۳)
  - برگ‌های بلوط (۱۶ سپتامبر ۱۹۴۳)
  - شمشیرها (۱۹۴۵)